# August Suter (beeldhouwer)

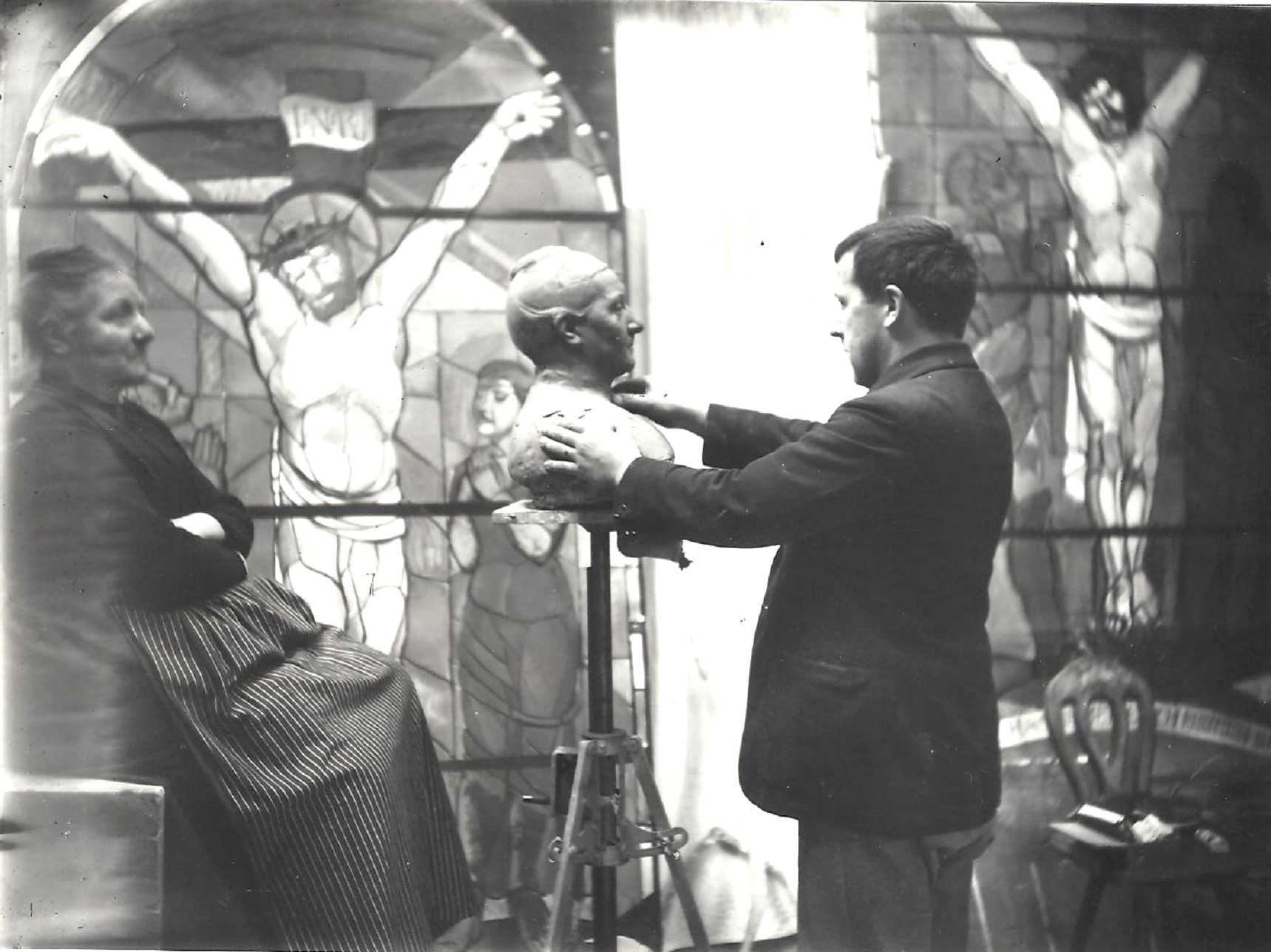
Suter werkend aan een buste van zijn moeder in Basel. Op de achtergrond glas in loodramen voor de kerk in Fluntern.

August Suter, (Bazel, 19 juli 1887 - aldaar, 28 november 1965), was een Zwitsers beeldhouwer.
Suter werd geboren in Bazel als de zoon van boekbinder Johannes Suter (1857-1907) en diens vrouw Katharina Suter-Schaub (1859-1941). Na een boekbindstage bij de vader en teken- en schilderlessen aan de handelsvakschool van Bazel werkte hij voor de beeldhouwer Carl Gutknecht, voordat hij in 1910 naar de Académie Julian in Parijs ging. Maar al snel leefde hij daar als een onafhankelijke kunstenaar.
Op advies van Rodo (Auguste de Niederhäusern) vertrouwde hij uitsluitend op het beeldhouwen. In Parijs ontstonden levenslange vriendschappen met de schrijver Blaise Cendrars en de Engelse schilder Frank Budgen, die aanvankelijk als model voor hem werkte. Een decennium later publiceerde Cendrars de roman L'Or, over de goudkoorts van Suters grootvader Johann August Sutter. Andere goede vrienden waren de Zwitserse dichter en vertaler Siegfried Lang en de Duitse schrijver en anarchist Johannes Nohl. De Zwitserse beeldhouwer Louis Weber (1891-1972) werkte in Parijs als steenhouwer voor hem.
Tijdens de Eerste Wereldoorlog werkte Suter in Bazel en Zürich, waar hij, zijn broer Paul en Frank Budgen de Ierse schrijver James Joyce, die daar in ballingschap woonde, leerde kennen. In 1917 huwde hij de zangeres Helene Moser (1893-1965), met wie hij drie zonen had, waarvan alleen Claude Suter de vader overleefde.
Tussen de twee wereldoorlogen verbleef Suter opnieuw in Parijs, waar hij ook de beeldhouwer Charles Despiau ontmoette, wiens atelier naast de zijne was. Na 1945 werkte hij afwisselend in Parijs en Bazel. Hij stierf in november 1965, slechts enkele maanden na de dood van zijn vrouw. Suter ligt begraven op het kerkhof op Hörnli.

## Werk
Suters naturalistische oeuvre bestaat voornamelijk uit vrouwelijke en mannelijke naakten, portretbustes, figurale composities en architectonisch beeldhouwwerk. Ludwig Marcuse oordeelde dat hij "de belangrijkste beeldhouwer van onze tijd" was. Was zijn werk aanvankelijk beïnvloed door Rodin en Bourdelle, na zijn dertigste jaar steeds meer terug naar door Maillol gevormd "classicisme". Gotthard Jedlicka wijst op een centrale tegenstelling tot Rodin in het ontwerp van zijn portret sculpturen "
Waar Rodin onstuimig ingrijpt, wacht hij rustig, en telkens legt hij het unieke ritme van een bepaald leven vast in het specifieke ritme van zijn compositie".
Zijn beroemdste sculptuur is een monument Prometheus en ziel voor de Zwitserse dichter en Nobelprijswinnaar Carl Spitteler in Liestal, waaraan hij werkte tussen 1926 en 1931. Zes figuren uit de jaren 1915-18 bevinden zich in Amtshaus IV in Zürich (Uraniastraße). Een ongebakken kleibuste van James Joyce werd het slachtoffer van de Tweede Wereldoorlog.

## Biografie
- Beck, Harald, "James Joyce to August Suter – from writer to sculptor" in: James Joyce Online Notes, issue 9, 2015
- Birkhäuser, Kaspar, eds., Personenlexikon van het kanton Basel-landscape, 1997, pag. 150-151
- Budgen, Frank, Myselves When Young, Londen 1970
- Gantner-Schlee, Hildegard, folder van het August-Suter-Museum in Eptingen
- Jedlicka, Gotthard, "De beeldhouwer August Suter" in The Work, Volume 14, 1927
- Lang, Siegfried, "De beeldhouwer August Suter", in Baselbiet's Heimatbuch, 9, 1962, 19-32 (bevat een lijst met werken)

## Galerie

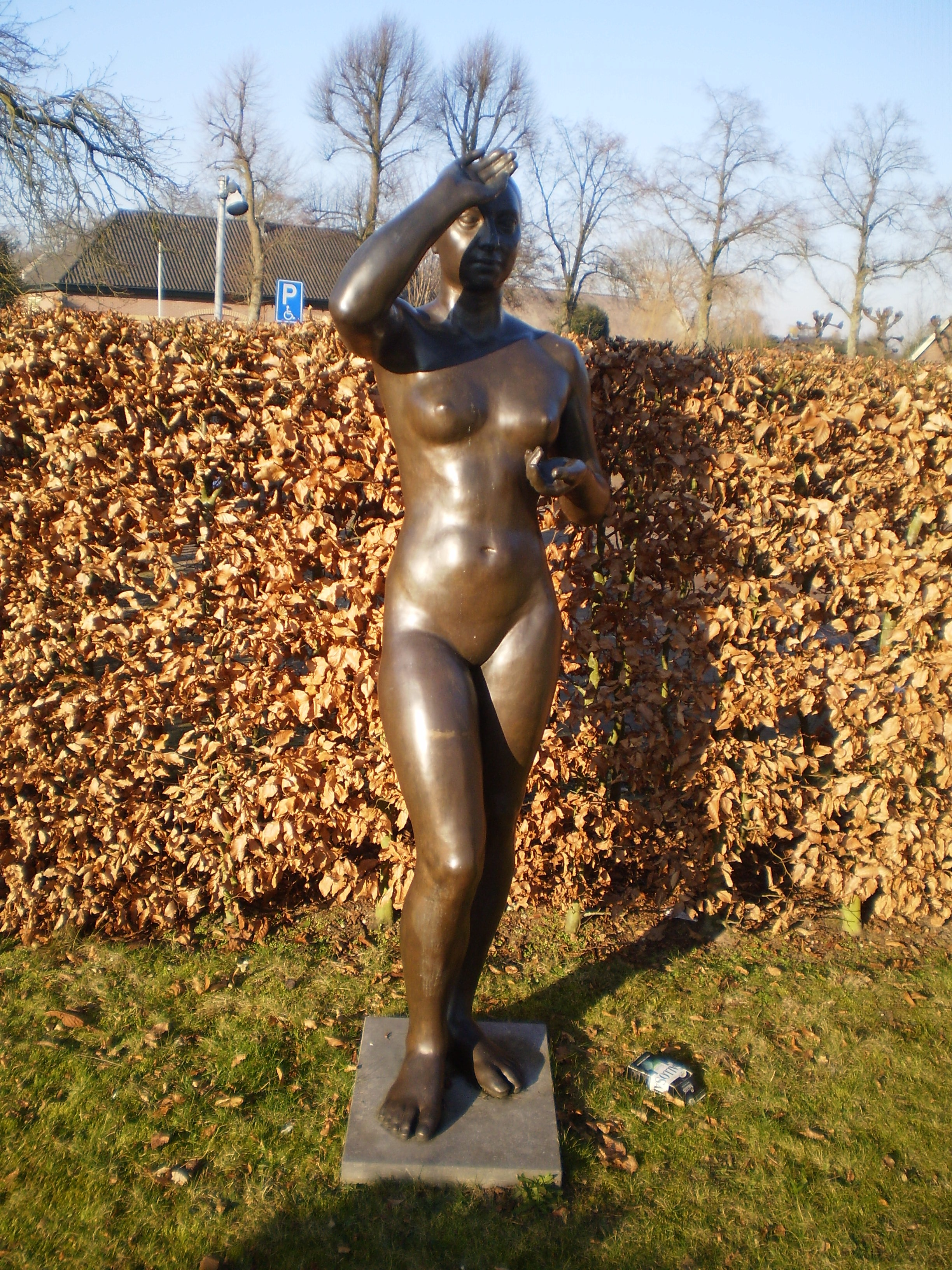
L'Afghane in Blaricum
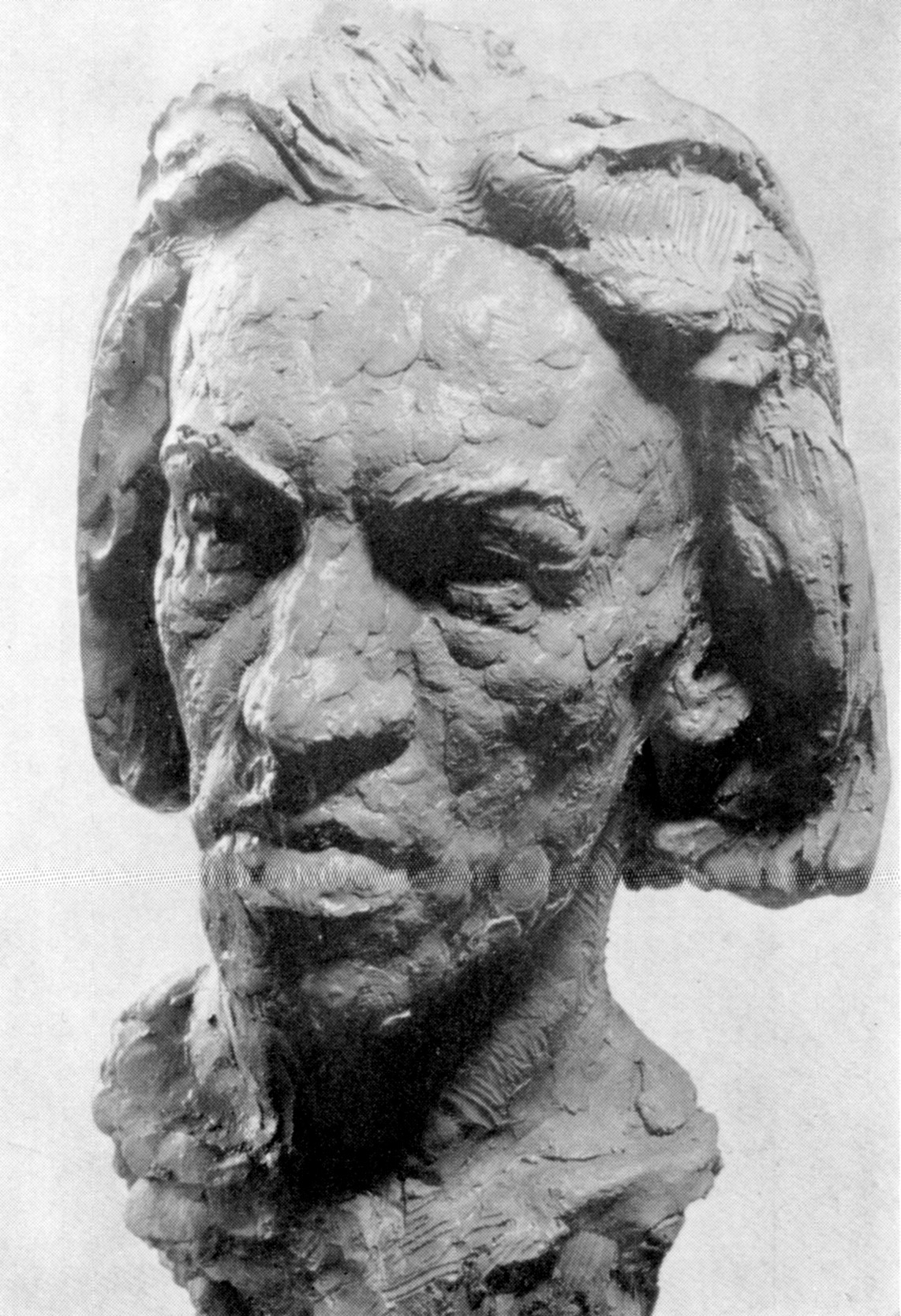
Portretbuste van Blaise Cendrars (± 1911; later vernietigd)
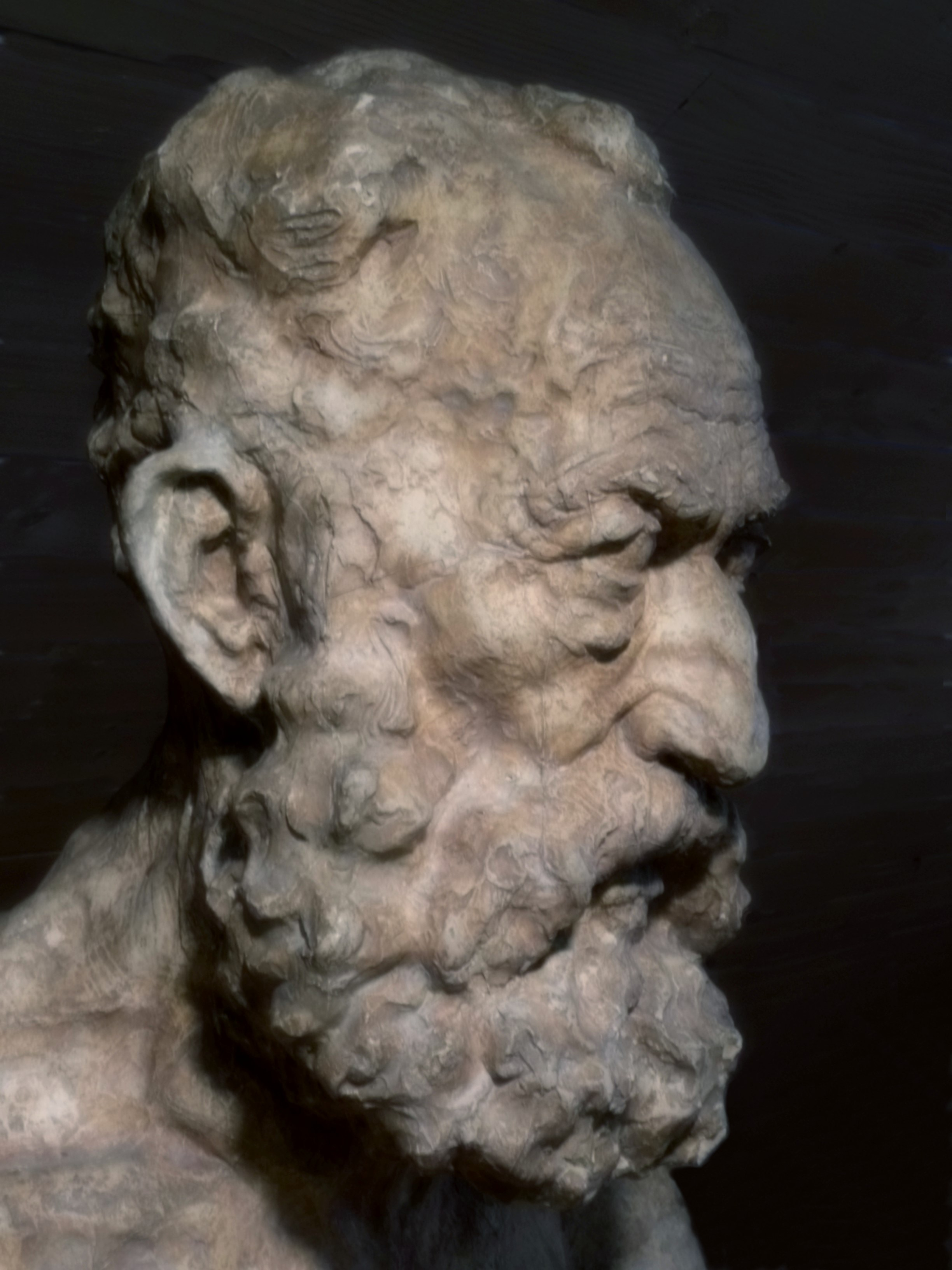
Karl Frutiger, boer uit Ringgenberg (1912)
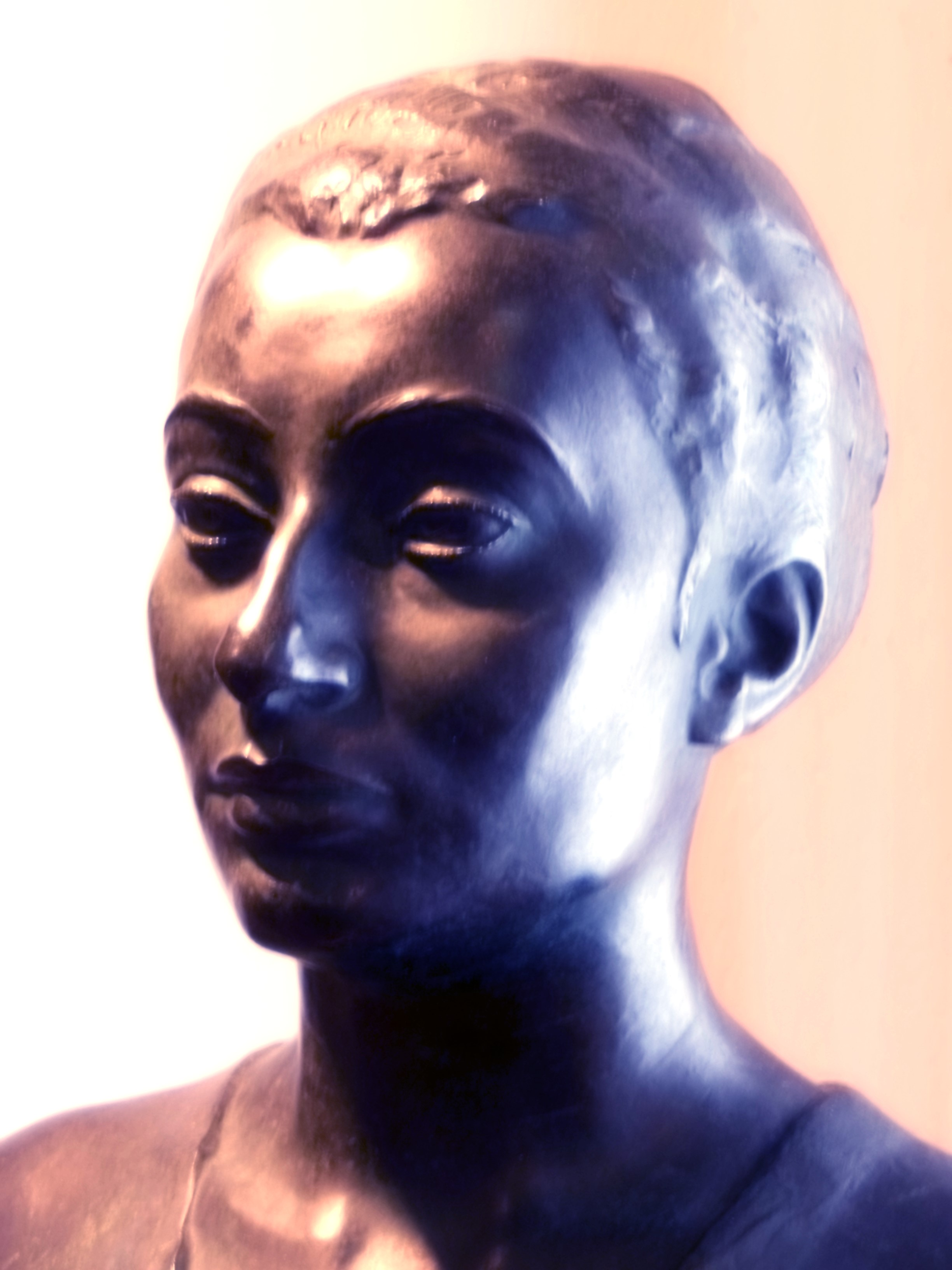
Bronzen buste van Ella Schwartz (1929)
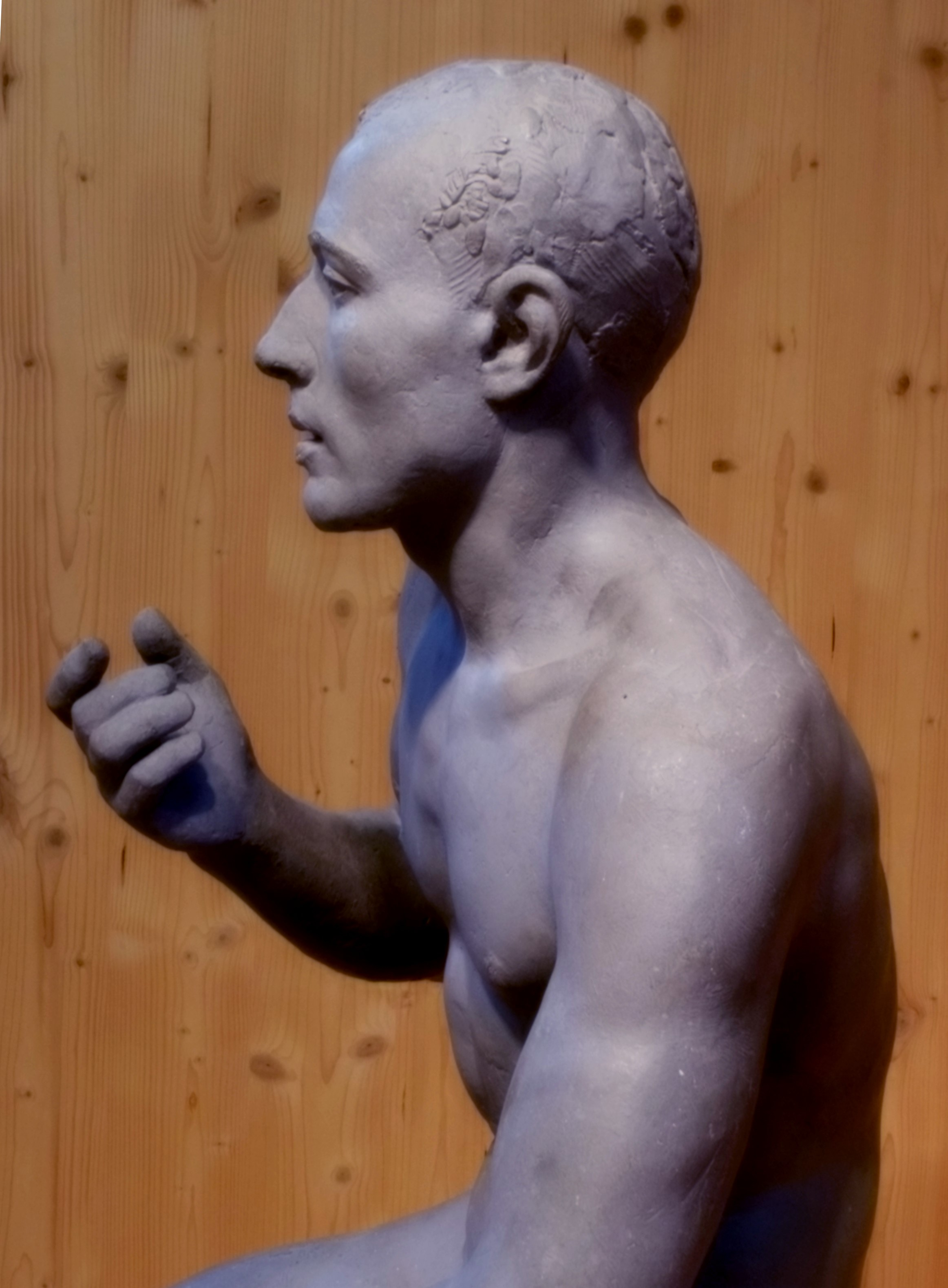
Graffiguur Fritz Fleiner (1867–1937)
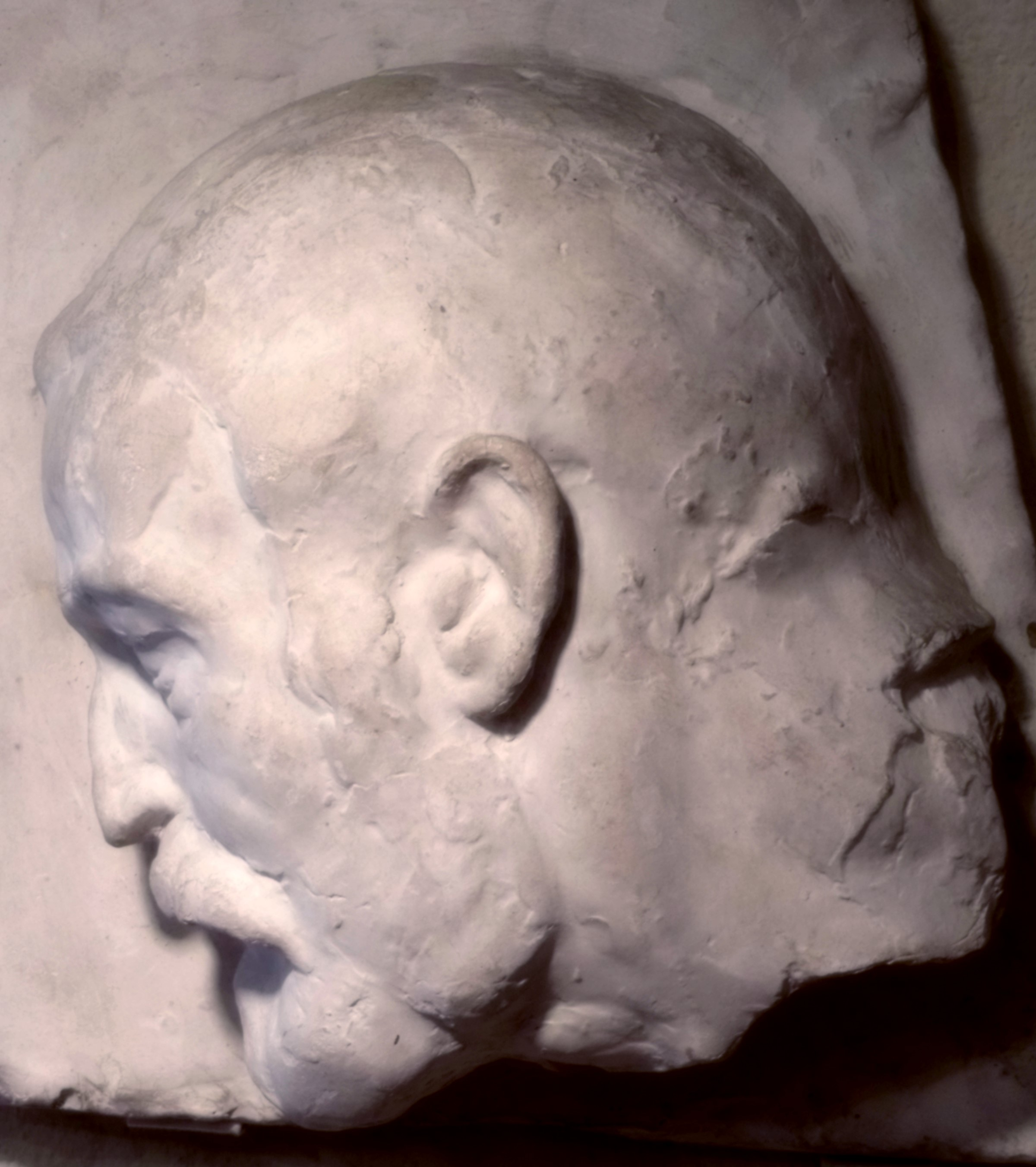
Gipsen buste van de Engelse schilder Frank Budgen (1882–1971)
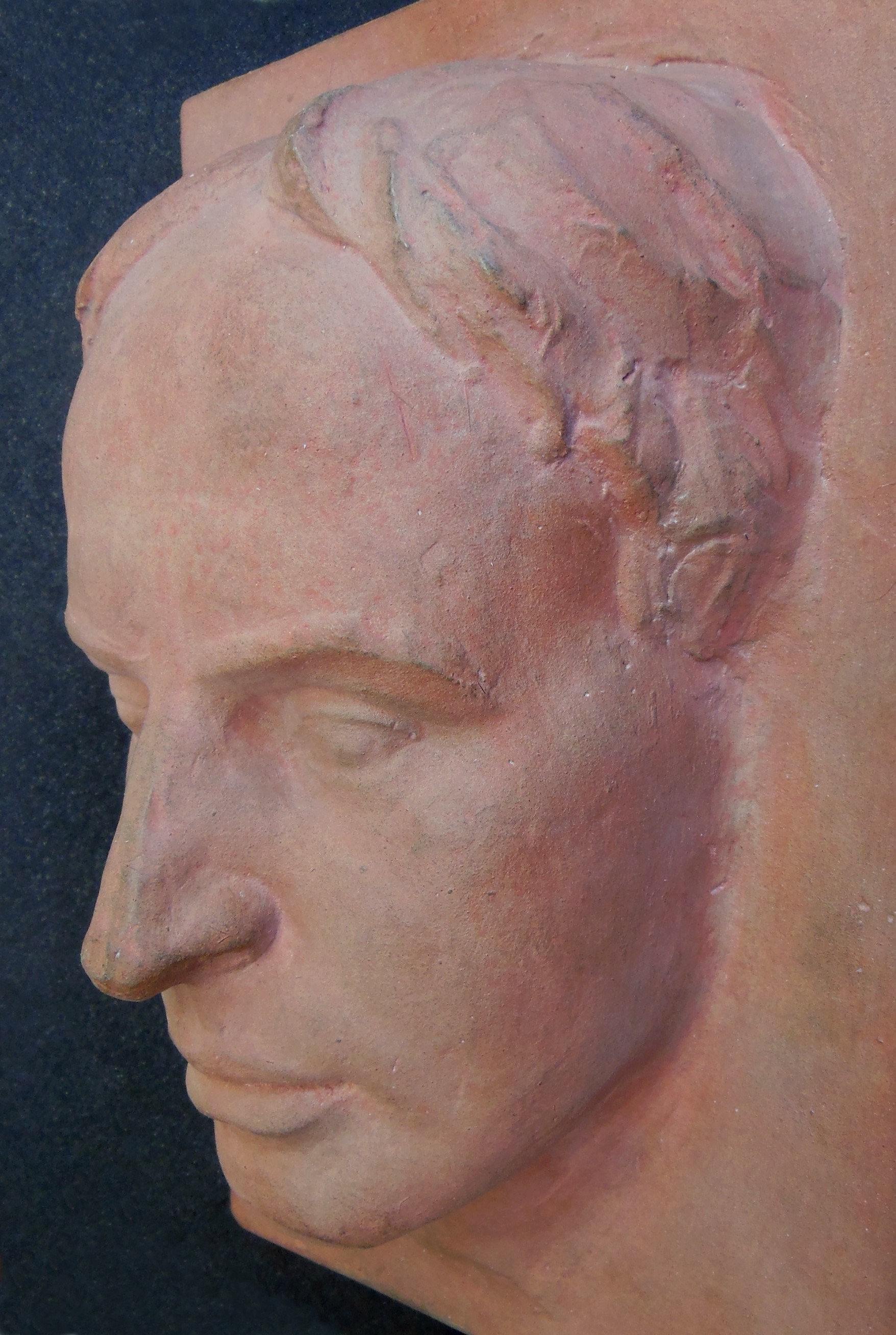
kleibuste van Siegfried Lang (1887–1970)

- Gemeinsame Normdatei: 104500474X
- Historisch woordenboek van Zwitserland: 049744
- RKD-Nederlands Instituut voor Kunstgeschiedenis: 127728
- SIKART: 4026593
- Union List of Artist Names: 500358971
- Virtual International Authority File: 305434028
- WorldCat: E39PBJxWRrDK7p3PrdvJ3K6VG3